# Тоут (сумка)

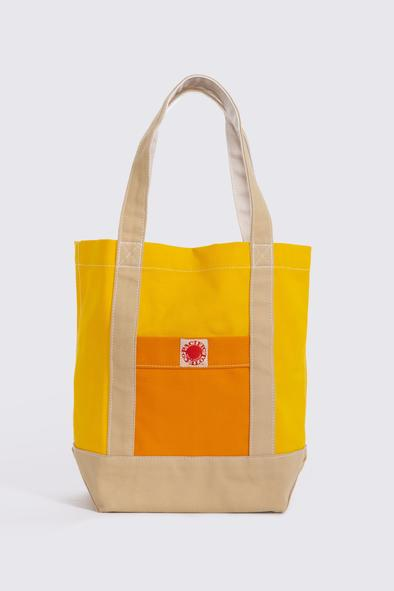
Сумка-тоут

Сумка тоут — велика сумка, зазвичай, без застібки з паралельними ручками, які виходять із боків сумки.
Сумки тоут часто використовуються для повсякденних покупок як багаторазові сумки-шопери. Стандартна сумка тоут виготовлена з міцної тканини, часто, з міцною шкірою на ручках або дні; моделі зі шкіри часто мають поверхню з текстурою. Вироби з тканини включають натуральне полотно та джут або нейлон та іншу легку в догляді синтетику. Вони можуть руйнуватися при тривалому впливі сонячного світла. Багато недорогих сумок виготовляються з вторинної сировини, з мінімально оброблених натуральних волокон або з побічних продуктів процесів очищення органічних матеріалів.

## Етимологія
Слово tote — це розмовний термін північноамериканського англійського походження, що означає «носити» або «транспортувати», як правило, стосовно важкого вантажу чи тягаря. Найперша згадка цього терміна зареєстрована у Вірджинії в 1677 році, але його етимологія невідома.
Термін «сумка-тоут» вперше зареєстровано в 1900 році.

## Історія сумки тоут

### 1940-ві
Бренду L.L.Bean часто приписують створення першої тоут сумки в штаті Мен у 1944 році, коли вони випустили льодяну сумку — міцну, водостійку сумку з парусини. Бренд представив її як Bean's Ice Carrier для «перенесення льоду з автомобіля до льодової скрині». У той час більшість американських домогосподарств не мали холодильників, тому сумка стала вирішенням проблеми транспортування льоду з автомобіля до морозильної камери.

### 1960-ті
Через 20 років тоут сумка стала не лише зручною та функціональною, але й модною. У цей період L.L.Bean перейменували сумку на Boat and Tote і додали кілька стильних елементів. Парусина, яка спочатку використовувалася як промисловий матеріал, залишилася і виявилася модним матеріалом. Інші дизайнери та бренди створили свої версії тоут сумок з різними елементами, такими як шкіряні ручки або дно, блискавки та принти.

### 1980-ті
У 1980-х роках тоут сумка стала засобом маркетингу, коли компанії зрозуміли, що друк логотипів на сумках — це дешево і легко. Тоут сумки того часу були виготовлені з більш щільно витканої парусини та мали внутрішню підкладку, сміливо рекламуючи назву магазину, адресу, телефон та слоган.

### 1990-ті
Сумка IKEA FRAKTA, яка продавалася за долар, стала популярною завдяки своїй зручності для покупок. Інші магазини також почали пропонувати багаторазові сумки як альтернативу пластиковим пакетам.

### 2010-ті
В останнє десятиліття попит на тоут сумки зріс через зростання уваги до екологічної стійкості. Тоут сумки були прийняті як альтернатива одноразовим пластиковим пакетам, які заборонили або обклали податком. Чи дійсно вони є більш екологічним вибором, залежить від того, як часто їх використовують або викидають.

## Екологічні проблеми

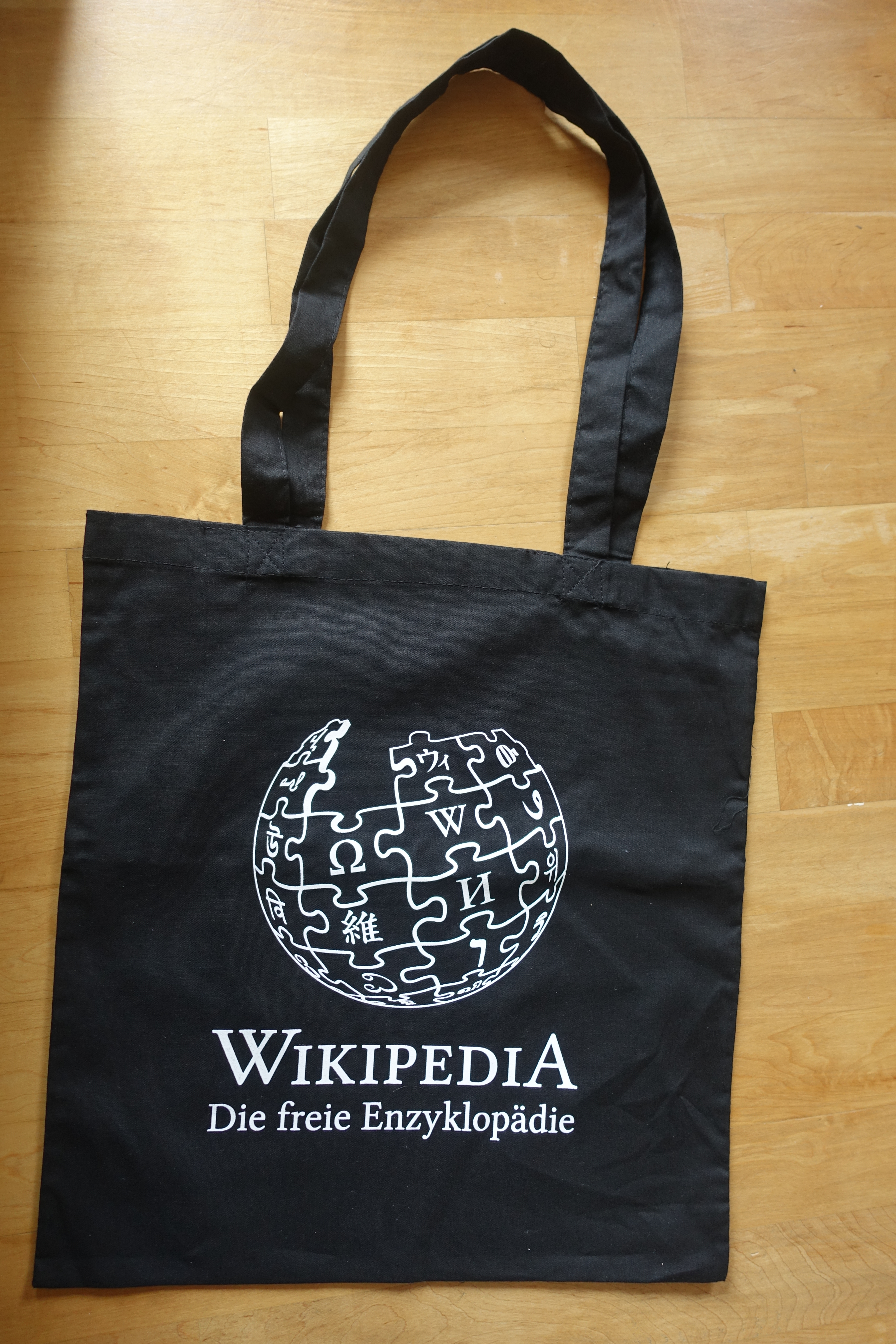
Рекламна сумка

Останнім часом сумки тоут продаються як більш екологічна заміна одноразових поліетиленових пакетів, оскільки їх можна використовувати багаторазово. Їх також часто роздають як рекламну продукцію. Дослідження, проведене Агентством охорони навколишнього середовища Великобританії, показало, що бавовняні полотняні сумки повинні бути використані принаймні 131 раз, щоб їхній вуглецевий слід зрівнявся з витратами вуглецю на виготовлення одного одноразового пластикового пакету, і до 327 раз, якщо порівнювати з пластиковими пакетами для сміття. Ще одне дослідження 2018 року, проведене Датським агентством з охорони навколишнього середовища, показало, що бавовняні сумки потрібно буде використовувати 52 рази з огляду на зміну клімату та до 7100 разів з урахуванням усіх екологічних показників. Водночас сумки тоут, виготовлені з переробленого поліпропіленового пластику, потребують 11 разів повторного використання (до 26, якщо розглядати можливість повторного використання замість пакетів для сміття).
Дослідження американських споживачів у 2014 році показало, що 28 % респондентів, які володіють сумками для покупок, забували їх вдома приблизно в 40 % своїх поїздок за продуктами та використовували ці сумки лише приблизно 15 разів, перш ніж викинути їх. Близько половини цієї групи зазвичай віддають перевагу поліетиленовим пакетам замість сумок для покупок, незважаючи на те, що вони мають ці сумки та визнають їх переваги. Зростає кількість юрисдикцій, які вимагають поступової відмови від пластикових пакетів, щоб зменшити забруднення землі та океану . З метою стимулювання споживачів частіше використовувати багаторазові сумки для покупок ці закони встановлюють мінімальну ціну на ці сумки при розрахунку на касі та вимагають використовувати або паперові, або багаторазові тканинні сумки-тоут, або товсті багаторазові пластикові пакети.